# NGC 2282
NGC 2282 (również IC 2172) – mgławica refleksyjna znajdująca się w gwiazdozbiorze Jednorożca. Odkrył ją Edward Barnard 3 marca 1886 roku. Mgławica ta powiązana jest z gromadą otwartą OCl 535.1 (oznaczaną również vdBergh 85), która jest oddalona o ok. 5,5 tys. lat świetlnych od Słońca.